# Psyra massuii
Psyra massuii är en fjärilsart som beskrevs av Inoue 1982. Psyra massuii ingår i släktet Psyra och familjen mätare. Inga underarter finns listade.